# Union Métropolitaine
Union Métropolitaine (ook wel Union Sportive Diocésaine) was een Belgische voetbalvereniging uit Antwerpen. De vereniging groepeerde diverse voetbalclubs van scholen en katholieke verenigingen. Union Métropolitaine werd opgericht en geleid door Francis Dessain en sloot begin 1907 bij de Belgische Voetbalbond. Bij de toekenning van de stamnummers in 1926, kreeg ook deze vereniging een stamnummer, namelijk stamnummer 27. Op 6 februari 1931 nam de vereniging ontslag bij de Voetbalbond en werd het stamnummer geschrapt.